# Mistrovství světa v plaveckých sportech 2024
Mistrovství světa v plaveckých sportech za rok 2024 proběhlo v Dauhá, v Kataru ve dnech 2. až 18. února 2024.
Soutěže
- Plavání v olympijském 50 m bazénu
- Plavání na otevřené vodě
- Skoky do vody
- Skoky do vody z velkých výšek
- Umělecké plavání
- Vodní pólo